# Monument la mormântul ostașului căzut în 1944 (Negurenii Vechi)
Monumentul la mormântul ostașului căzut în 1944 este un monument amplasat în Negurenii Vechi, raionul Ungheni, Republica Moldova. Este un monument istoric de importanță națională inclus în Registrul monumentelor Republicii Moldova ocrotite de stat cu nr. 1673 (raionul Ungheni). Datează din 1979.